# Tomba d'Amarna 7
La tomba de l'antic Egipte del noble Parennefer, coneguda com la Tomba d'Amarna 7, es troba en el grup de tombes conegudes col·lectivament com les Tombes Sud, prop de la ciutat d'Amarna, a Egipte.
Parennefer va ser «Majordom Reial», «Portador de la copa del Rei», «Rentador de mans del Rei», «Cap dels artesans» i «Supervisor de totes les obres al Gran Temple d'Aton». Va tenir un paper decisiu en la imposició de l'estil d'Amarna en l'arquitectura, i va ser un dels precursor de les tombes excavades a la roca (hipogeu) en Amarna.
El disseny intern d'aquesta tomba és simple i sense pretensions, però la façana exterior està totalment decorada. No s'ha descobert cap cambra funerària en aquesta tomba.

## Façana
A cada costat de la porta hi ha les restes d'escenes de la Família Reial adorant a Aton. A sota de l'escena, a l'esquerra, hi ha un registre que representa una fila de carros i guardaespatlles, i a l'extrem dret, el mateix Parennefer agenollat en actitud d'adoració. A la llinda de la porta també hi ha una escena addicional de l'adoració de la Família Reial, amb cartutxos sota el disc solar en ambdós brancals de la porta.

## Entrada a la sala exterior
Al costat nord, la Família Reial es representen com si entressin a la tomba. El Rei i la Reina s'abracen mentre caminen i tres filles els segueixen: Meritaton i Ankhesenpaaton a baix i Meketaton a dalt. A sota de l'escena principal hi ha escribes i assistens que s'inclinen. Un d'ells porta un aiguamans i una tovallola (el tercer per la dreta) que podria ser el mateix Parennefer. Al costat sud, Parennefer  es troba en una actitud d'adoració i oferint una oració a Aton.

## Sala exterior
L'interior de la tomba és molt aspre i sense acabar, fins i tot el terra es va deixar sense aconseguir la profunditat prevista. A l'extrem nord hi ha una porta que condueix a dues càmeres baixes sense decorar de finalitat incerta. El buit de la paret del darrere al costat nord pot ser un senyal d'un intent de començar a engrandir la sala per incloure una fila de columnes.
La decoració de la sala està parcialment tallada i en part roman en l'etapa inicial, amb tinta dels dibuixants d'esbossos. Es poden veure les següents escenes en sentit horari des de la porta: 

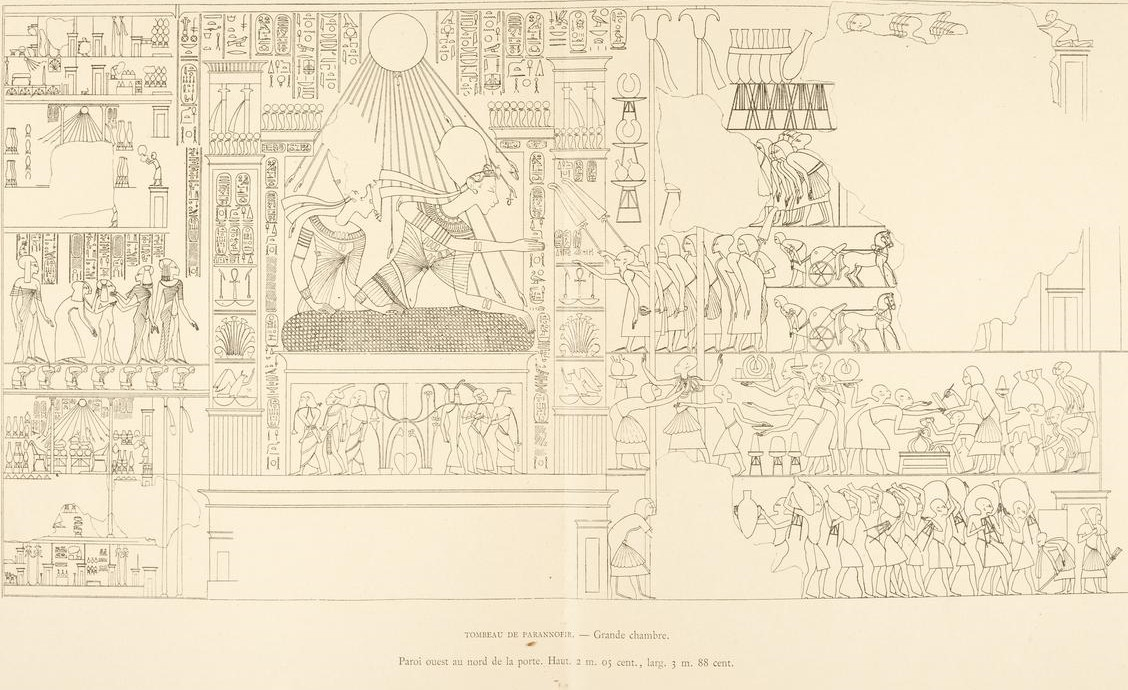
Escena de recompensa

- Originalment havia una escena detallada i animada de recompensa des de la Finestra d'Aparicions ,[4] actualment molt destruïda. El Rei i la Reina, recolzats en un coixí pintats amb rombes, sobresurten de la finestra, que està decorada en la part inferior amb captius estrangers junt amb plantes simbòliques de l'Alt i Baix Egipte. Darrere de la finestra, en una disposició vertical, hi ha detalls de la Casa del Rei de la ciutat central i de tres princeses i, originalment en l'extrem esquerre, la germana de la reina, Mutnedjmet. A la dreta de la finestra hi ha un pati ple d'activitat. En el segon registre des del fons, Parennefer apareix amb diversos collarets d'or, mentre que els funcionaris porten caixes, presents en forma d'aliments i de flascons, i sacs.

- A la dreta hi ha un esbós de tinta en cinc registres del viatge de retorn de Parennefer. Parennefer va amb el seu carro i és rebut per la seva dona i per grups de músics en el registre central. L'estreta franja de mur nord al costat de l'entrada de les càmeres internes hi havia una continuació d'aquesta seqüència d'esdeveniments.

- La casa i el jardí de Parennefer: Les restes en tina d'una escena ocupen la paret del darrere a l'extrem nord. En la composició original el Rei estava assegut sota els raigs d'Aton. Es poden veure dos cortesans fent una reverència davant seu. Darrere d'ells es troba una multitud de plats, flascons, taules, i grups de músics.

En els brancals de l'entrada destinada a la capella o sala interior hi ha vestigis d'inscripcions en tinta. En l'extrem paret s'ha esbossat una porta falsa en tinta. També hi ha restes de grafits de color vermell en hieràtic gairebé il·legible i de significat incert que no són part de la decoració original.